# Kicks United Football Club
O Kicks United Football Club é um clube de futebol com sede em The Valley, Anguilla. Foi fundado em 7 de setembro de 2005.
Mesmo que o clube tenha conseguido um número considerável de títulos nacionais em seu curto período de existência, o clube ainda não é membro da Anguila Football Association, e mesmo já tendo tentado várias vezes a integração, fracassou em todas elas.

## Títulos
- AFA Senior Male League: 2006–07, 2010–11, 2011–12, 2014–15
- AFA League Cup: 2014–15[1]
- AFA Knock-Out Cup: 2014–15[1]
- AFA President's Cup: 2014–15[1]